# اسکار مارتینس
اُسکار مارتینِـس (اسپانیایی: Oscar Martínez‎؛ زادهٔ ۲۳ اکتبر ۱۹۴۹) بازیگر اهل آرژانتین است. وی از سال ۱۹۶۹ میلادی تاکنون مشغول فعالیت بوده‌است.
از فیلم‌ها یا برنامه‌های تلویزیونی که وی در آن نقش داشته‌است، می‌توان به آتش‌بس، پائولینا، قصه‌های وحشی و مسابقه رسمی اشاره کرد.